# جووهل تسومو
جووهل تسومو (انگلیسی: Juvhel Tsoumou؛ زادهٔ ۲۷ دسامبر ۱۹۹۰) بازیکن فوتبال اهل آلمان است.
از باشگاه‌هایی که در آن بازی کرده‌است می‌توان به باشگاه فوتبال آلمانیا آخن، باشگاه فوتبال استوا بخارست، باشگاه فوتبال پرستون نورث اند، باشگاه فوتبال هارتبرگ، باشگاه فوتبال آینتراخت فرانکفورت، و باشگاه فوتبال پلیموث آرگیل اشاره کرد.
وی همچنین در تیم‌های ملی فوتبال جوانان آلمان، و جوانان آلمان، و کنگو بازی کرده‌است.